# كينتا نيشيوكا
كينتا نيشيوكا (باليابانية: 西岡 謙太) (مواليد 15 أبريل 1987)، هو لاعب كرة قدم ياباني سابق كان يلعب كلاعب وسط.

## وصلات خارجية
- كينتا نيشيوكا على موقع رابطة كرة القدم اليابانية للمحترفين (اليابانية)
- كينتا نيشيوكا على موقع قاعدة بيانات كرة القدم.إي يو (الإنجليزية)
- كينتا نيشيوكا على موقع Soccerway.com (الإنجليزية)
- كينتا نيشيوكا على موقع عالم كرة القدم.نت (الإنجليزية)